# 迪迪亞·式斯
迪迪亞·式斯（法語：Didier Six，1954年8月21日—)，是一名領隊及前法國職業足球員，在場上司職左翼。他最近擔任畿內亞國家足球隊領隊，直到2021年10月。
式斯作為一個有天賦但表現不穩定的邊鋒，式斯的球會生涯是四處浪蕩，他曾在五個國家踢球。式斯還代表法國參加1978和1982年的世界盃，也是1984年歐洲國家盃球隊奪冠的成員。

## 球會生涯
式斯在法乙球隊華倫西恩斯開始他的職業生涯，1972年他在17歲時首次上陣。式斯幫助華倫西恩斯在1975年晉升至法甲聯賽，隨後是一個非凡的賽季，他們獲得第10名完成首季法甲賽季，而式斯以12個入球成為球會的最佳射手。
在拒絕阿積士、多蒙特和飛燕諾的報價後，式斯決定於1977年加盟朗斯，在那裡他度過一個賽季，特別是在歐洲聯盟杯對陣拉素的比賽中上演帽子戲法。朗斯在1977-78賽季末降班，式斯成為替罪羊。在為馬賽效力令人失望的兩年後，他的職業生涯在隨後的幾年裡變得浪盪，為比利時、德國、英格蘭和土耳其等地的球會效力。
其後，式斯獲得土耳其國籍，以便在加拉塔沙雷以國內球員的身份效力，以Dündar Siz的名義踢球。他為加拉塔沙雷贏得1987-88賽季的土耳其甲級聯賽冠軍。
在與重新統一的德甲球隊萊比錫效力兩年後，他於1992年結束自己的職業生涯。

## 國際賽生涯
式斯首次在華倫西恩斯時被主教練米歇爾·伊達爾戈徵召入法國國家足球隊。1976年3月27日對陣捷克斯洛伐克的比賽中，式斯和米歇爾·柏天尼在同一場比賽中首次上陣。
式斯擔任翼鋒為法國國家足球隊上陣52次並射入13球。 他為法國出戰1978年國際足協世界盃和1982年國際足協世界盃，並且還是1984年歐洲國家盃冠軍隊的成員。

## 領隊生涯
2011年11月，多哥足協簽下式斯擔任多哥國家足球隊的領隊。
他於2015年1月成為毛里裘斯國家足球隊的領隊，並於2015年5月因球隊在COSAFA盃期間表現差而被辭去領隊職務。2018年4月，他是喀麥隆國家隊領隊空缺的77名申請人之一。
他於2019年9月13日成為畿內亞的領隊，但於2021年10月離職。

## 外部連結
- FR Profile, stats and pictures of Didier Six （页面存档备份，存于）
- 法國聯邦官方網站上的簡介 （页面存档备份，存于） （法語）
- 迪迪亞·式斯在FootballDatabase.eu中的档案